# إلمر ميلر
إلمر ميلر (بالإنجليزية: Elmer Miller) هو لاعب كرة قاعدة أمريكي، ولد في 28 يوليو 1890 في ساندوسكي في الولايات المتحدة، وتوفي في 28 نوفمبر 1944 في بلويت في الولايات المتحدة.